# Brian Naylor
John Brian Naylor (Salford, 24 marzo 1923 – Marbella, 8 agosto 1989) è stato un pilota automobilistico britannico che ha gareggiato anche in Formula 1.